# Taborivka, Voznesensk
Taborivka (în ucraineană Таборівка) este o comună în raionul Voznesensk, regiunea Mîkolaiiv, Ucraina, formată numai din satul de reședință.

## Demografie
Componența lingvistică a comunei Taborivka
     Ucraineană (91,41%)
     Rusă (5,44%)
     Romani (1,47%)
     Română (1,47%)
     Alte limbi (0,1%)
Conform recensământului din 2001, majoritatea populației comunei Taborivka era vorbitoare de ucraineană (91,41%), existând în minoritate și vorbitori de rusă (5,44%), romani (1,47%) și română (1,47%).